# Петрово (Бабаевский район)
Петрово — деревня в Бабаевском районе Вологодской области.
Входит в состав Санинского сельского поселения, с точки зрения административно-территориального деления — в Санинский сельсовет. До 2003 года входила в Чистиковский сельсовет.
Расстояние до районного центра Бабаево по автодороге — 48 км, до центра муниципального образования деревни Санинская по прямой — 12 км. Ближайшие населённые пункты — Большие Кипрецы, Ельник, Малые Кипрецы.
По данным переписи в 2002 году постоянного населения не было.